# Pablo Simonet
Pablo Simonet (* 5. April 1992 in Buenos Aires) ist ein argentinischer Handballspieler, der zumeist auf Rückraum Mitte eingesetzt wird.

## Vereinskarriere
Der 1,85 m große und 90 kg schwere Rechtshänder begann mit dem Handballspiel in seiner Heimat bei SAG de Villa Ballester. Dort gewann er 2011 die argentinische Jugendmeisterschaft und debütierte in der Erwachsenenmannschaft. Im Januar 2012 wechselte er in die spanische Liga Asobal zu BM Ciudad Encantada. Nach zwei Jahren folgte er seinen Brüdern in die erste französische Liga zu US Ivry HB, wo er Diego ersetzte und mit Sebastián zusammenspielte. Ab dem Sommer 2016 stand er beim spanischen Erstligisten BM Benidorm unter Vertrag. Zur Saison 2020/2021 kehrte er zu BM Ciudad Encantada zurück, der seit dem Jahr 2022 unter den Namen Rebi Balonmano Cuenca antritt. Zur Spielzeit 2024/2025 wechselte Simonet zu Ángel Ximénez Puente Genil.

## Auswahlmannschaften
Mit der argentinischen Nationalmannschaft nahm Simonet an der Weltmeisterschaft 2013 teil und belegte den 18. Platz. Dort lief er gemeinsam mit seinen beiden Brüdern auf und erzielte in sieben Spielen 20 Treffer. Bei der Panamerikameisterschaft 2014 gewann er die Goldmedaille. Bei den 17. Panamerikanischen Spielen in Toronto errang er die Silbermedaille. Weiterhin nahm er an den Olympischen Spielen 2016 in Rio de Janeiro sowie an den Olympischen Spielen 2020 in Tokio teil. Bei der Weltmeisterschaft 2023 warf er 18 Tore in sechs Spielen für seine Mannschaft, die das Turnier nach der Hauptrunde auf dem 19. Platz abschloss. Im selben Jahr gewann er mit Argentinien die Goldmedaille bei den Panamerikanischen Spielen.
Mit der Junioren-Auswahl nahm er an der U-19-Weltmeisterschaft 2011 im eigenen Land teil und erreichte den 10. Rang. Dabei erzielte er 24 Tore und gab 14 Assists. Bei der U-21-Handball-Weltmeisterschaft 2013 belegte er mit Argentinien den 16. Platz und warf 37 Tore.

## Privates
Seine Brüder Sebastián Simonet und Diego Simonet spielen ebenfalls professionell Handball.